# フョードル・アプラクシン

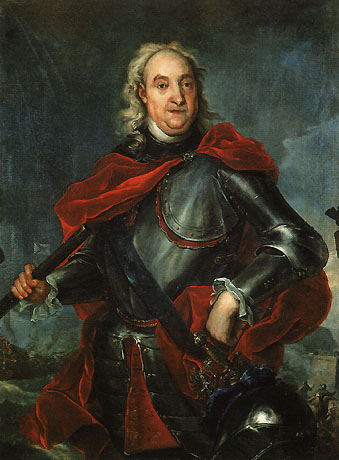
アプラクシンの肖像画。

フョードル・マトヴェーエヴィチ・アプラクシン伯爵（ロシア語: Фёдор Матве́евич Апра́ксин、1661年11月27日（ユリウス暦12月7日） - 1728年11月10日（21日））は、ロシア・ツァーリ国（ロシア帝国）の軍人。ピョートル1世に仕え、ロシア海軍の基礎を築いた。

## 生涯
陸軍士官として軍歴を開始、ピョートル1世の皇太子時代から側近として用いられた。
1693年にピョートル1世が海軍の創設に着手するとアプラクシンは海軍に転籍し、海軍元帥の称号を与えられた海軍最高指揮官となった。アプラクシンは、海軍建設に熱心な主君の意を体して、忠実に職務に取り組んだ。草創期のロシア海軍では高級士官や幹部技術者として多数の外国人を雇い入れていたが、アプラクシンはこれらの外国人をうまく統率した。その功績は、ロシア海軍の創設と発展の第一功労者と評される。
1700年に勃発した大北方戦争では、1705年に創設されたばかりのバルト海艦隊を率いて、優勢なスウェーデン海軍と戦った。1714年のハンゲの海戦（ロシア側呼称：ガングートの海戦）では、艦隊指揮官としてガレー船同士の戦闘でスウェーデン艦隊に決定的な勝利を収めた。バルト海一帯での海上作戦をピョートル1世本人と共に指揮し、ヴィボルグやフィンランド、エストニアなどの占領を成功させた。1722年のロシア・ペルシャ戦争でもカスピ小艦隊を率いて参戦した。
ピョートル2世がロシア皇帝に即位すると、ヴァシーリー・ルキーチ・ドルゴルーコフにより1728年の夏にモスクワで引退することを余儀なくされた。 
1728年11月10日（21日）死亡。 モスクワのズラトウースト修道院に埋葬された。 ドムナ・ボグダーノヴァ・フルシチョヴァ（1702年死亡）と結婚していたが、子供はいなかった。 

## 人物
アプラクシンは、当時のロシア貴族の多くと同じく、公金の私的使用をすることもあったと言われる。しかし、ピョートル1世の死後に海軍艦艇の保守が十分でない状況を見ると、私財を整備費用に投じたとの逸話も残されている。